# Campeonato Mundial de Waterpolo Femenino de 2009
El VII Campeonato Mundial de Waterpolo Femenino se celebró en Roma (Italia) entre el 19 de julio y el 2 de agosto de 2009 dentro del XIII Campeonato Mundial de Natación. El evento es organizado por la Federación Internacional de Natación (FINA) y la Federación Italiana de Natación.
Los partidos se realizaron en las piscinas instaladas en el recinto del Foro Itálico de la ciudad italiana. Participaron en total 16 selecciones nacionales divididas en 4 grupos.

## Grupos
| Grupo A    | Grupo B        | Grupo C       | Grupo D      |
| ---------- | -------------- | ------------- | ------------ |
| Uzbekistán | Rusia          | Nueva Zelanda | Alemania     |
| China      | Estados Unidos | Canadá        | Brasil       |
| Italia     | Grecia         | Sudáfrica     | España       |
| Hungría    | Kazajistán     | Australia     | Países Bajos |

## Fase preliminar
El primer equipo de cada grupo pasa directamente a los cuartos de final. Los equipos clasificados en segundo y tercer puesto tienen que disputar primero la clasificación a cuartos. Los equipos restantes juegan entre sí por los puestos 13 a 16.

### Grupo A
| Equipo     | J | G | E | P | GF | GC | DG  | PTS |
| ---------- | - | - | - | - | -- | -- | --- | --- |
| Hungría    | 3 | 3 | 0 | 0 | 36 | 17 | +19 | 6   |
| Italia     | 3 | 2 | 0 | 1 | 36 | 21 | +15 | 4   |
| China      | 3 | 1 | 0 | 2 | 45 | 27 | +18 | 2   |
| Uzbekistán | 3 | 0 | 0 | 3 | 14 | 66 | -52 | 0   |

- Resultados

| Fecha | Hora¹ | Partido    | Partido | Partido | Resultado |
| ----- | ----- | ---------- | ------- | ------- | --------- |
| 19.07 | 09:30 | China      | -       | Hungría | 7-10      |
| 19.07 | 19:00 | Uzbekistán | -       | Italia  | 3-20      |
| 21.07 | 19:40 | Uzbekistán | -       | China   | 6-28      |
| 21.07 | 21:00 | Hungría    | -       | Italia  | 8-5       |
| 23.07 | 17:00 | Uzbekistán | -       | Hungría | 5-18      |
| 23.07 | 21:00 | China      | -       | Italia  | 10-11     |

- (¹) –  Hora local de Italia (UTC+2)

### Grupo B
| Equipo         | J | G | E | P | GF | GC | DG  | PTS |
| -------------- | - | - | - | - | -- | -- | --- | --- |
| Rusia          | 3 | 3 | 0 | 0 | 48 | 23 | +25 | 6   |
| Estados Unidos | 3 | 2 | 0 | 1 | 41 | 25 | +16 | 4   |
| Grecia         | 3 | 1 | 0 | 2 | 29 | 32 | -3  | 2   |
| Kazajistán     | 3 | 0 | 0 | 3 | 16 | 54 | -38 | 0   |

- Resultados

| Fecha | Hora¹ | Partido        | Partido | Partido        | Resultado |
| ----- | ----- | -------------- | ------- | -------------- | --------- |
| 19.07 | 10:50 | Rusia          | -       | Grecia         | 14-9      |
| 19.07 | 12:10 | Kazajistán     | -       | Estados Unidos | 6-19      |
| 21.07 | 09:30 | Kazajistán     | -       | Grecia         | 6-12      |
| 21.07 | 10:50 | Rusia          | -       | Estados Unidos | 11-10     |
| 23.07 | 18:20 | Rusia          | -       | Kazajistán     | 23-4      |
| 23.07 | 19:40 | Estados Unidos | -       | Grecia         | 12-8      |

- (¹) –  Hora local de Italia (UTC+2)

### Grupo C
| Equipo        | J | G | E | P | GF | GC | DG  | PTS |
| ------------- | - | - | - | - | -- | -- | --- | --- |
| Australia     | 3 | 2 | 1 | 0 | 43 | 12 | +31 | 5   |
| Canadá        | 3 | 2 | 1 | 0 | 38 | 17 | +21 | 5   |
| Nueva Zelanda | 3 | 1 | 0 | 2 | 22 | 31 | -9  | 2   |
| Sudáfrica     | 3 | 0 | 0 | 3 | 12 | 55 | -43 | 0   |

- Resultados

| Fecha | Hora¹ | Partido       | Partido | Partido   | Resultado |
| ----- | ----- | ------------- | ------- | --------- | --------- |
| 19.07 | 13:30 | Nueva Zelanda | -       | Sudáfrica | 12-5      |
| 19.07 | 15:00 | Canadá        | -       | Australia | 6-6       |
| 21.07 | 12:10 | Australia     | -       | Sudáfrica | 23-2      |
| 21.07 | 13:30 | Nueva Zelanda | -       | Canadá    | 6-12      |
| 23.07 | 09:30 | Nueva Zelanda | -       | Australia | 4-14      |
| 23.07 | 10:50 | Canadá        | -       | Sudáfrica | 20-5      |

- (¹) –  Hora local de Italia (UTC+2)

### Grupo D
| Equipo       | J | G | E | P | GF | GC | DG  | PTS |
| ------------ | - | - | - | - | -- | -- | --- | --- |
| España       | 3 | 2 | 1 | 0 | 44 | 33 | +11 | 5   |
| Países Bajos | 3 | 2 | 1 | 0 | 34 | 28 | +6  | 5   |
| Alemania     | 3 | 0 | 1 | 2 | 30 | 37 | -7  | 1   |
| Brasil       | 3 | 0 | 1 | 2 | 25 | 35 | -10 | 1   |

- Resultados

| Fecha | Hora¹ | Partido      | Partido | Partido      | Resultado |
| ----- | ----- | ------------ | ------- | ------------ | --------- |
| 19.07 | 16:20 | Alemania     | -       | España       | 12-17     |
| 19.07 | 17:40 | Brasil       | -       | Países Bajos | 7-11      |
| 21.07 | 17:00 | Países Bajos | -       | España       | 15-15     |
| 21.07 | 18:20 | Alemania     | -       | Brasil       | 12-12     |
| 23.07 | 12:10 | Alemania     | -       | Países Bajos | 6-8       |
| 23.07 | 13:30 | Brasil       | -       | España       | 6-12      |

- (¹) –  Hora local de Italia (UTC+2)

## Fase final
|  | Clasif. a cuartos | Clasif. a cuartos |               |                | Cuartos de final | Cuartos de final |       |              | Semifinales  | Semifinales |  |  | Final       | Final       |
|  | 25 de julio       | 25 de julio       |               |                | 27 de julio      | 27 de julio      |       |              | 29 de julio  | 29 de julio |  |  | 31 de julio | 31 de julio |
|  |                   |                   |               |                |                  |                  |       |              |              |             |  |  |             |             |
|  |                   |                   |               |                |                  |                  |       |              |              |             |  |  |             |             |
|  |                   |                   |               |                |                  |                  |       |              |              |             |  |  |             |             |
|  | Hungría           | 7                 |               |                |                  |                  |       |              |              |             |  |  |             |             |
|  | Hungría           | 7                 | Canadá        | 13             |                  |                  |       |              |              |             |  |  |             |             |
|  |                   | Canadá            | Canadá        | 13             | 9                |                  |       |              |              |             |  |  |             |             |
|  | Alemania          | Canadá            | 7             |                | 9                | Canadá           | 8     |              |              |             |  |  |             |             |
|  | Alemania          |                   | 7             |                |                  | Canadá           | 8     |              |              |             |  |  |             |             |
|  |                   |                   |               | Rusia          | 7                |                  |       |              |              |             |  |  |             |             |
|  | Rusia             | 9                 |               | Rusia          | 7                |                  |       |              |              |             |  |  |             |             |
|  | Rusia             | 9                 | Nueva Zelanda | 7              |                  |                  |       |              |              |             |  |  |             |             |
|  |                   | Países Bajos      | Nueva Zelanda | 7              | 7                |                  |       |              |              |             |  |  |             |             |
|  | Países Bajos      | Países Bajos      | 9             |                | 7                | Canadá           | 6     |              |              |             |  |  |             |             |
|  | Países Bajos      |                   | 9             |                |                  | Canadá           | 6     |              |              |             |  |  |             |             |
|  |                   |                   |               | Estados Unidos | 7                |                  |       |              |              |             |  |  |             |             |
|  | España            | 6                 |               | Estados Unidos | 7                |                  |       |              |              |             |  |  |             |             |
|  | España            | 6                 | China         | 9              |                  |                  |       |              |              |             |  |  |             |             |
|  |                   | Estados Unidos    | China         | 9              | 9                |                  |       |              |              |             |  |  |             |             |
|  | Estados Unidos    | Estados Unidos    | 12            |                | 9                | Estados Unidos   | 8     | Tercer lugar | Tercer lugar |             |  |  |             |             |
|  | Estados Unidos    |                   | 12            |                |                  | Estados Unidos   | 8     | Tercer lugar | Tercer lugar |             |  |  |             |             |
|  |                   |                   |               | Grecia         | 7                |                  |       |              |              |             |  |  |             |             |
|  | Australia         | 3                 |               | Grecia         | 7                |                  |       |              |              |             |  |  |             |             |
|  | Australia         | 3                 | Italia        | 9              |                  |                  | Rusia | 10           |              |             |  |  |             |             |
|  |                   | Grecia            | Italia        | 9              | 4                |                  | Rusia | 10           |              |             |  |  |             |             |
|  | Grecia            | Grecia            | 10            |                | 4                | Grecia           | 9     |              |              |             |  |  |             |             |
|  | Grecia            |                   | 10            |                |                  | Grecia           | 9     |              |              |             |  |  |             |             |

### Clasificación a cuartos de final
| Fecha | Hora¹ | Partido       | Partido | Partido        | Resultado |
| ----- | ----- | ------------- | ------- | -------------- | --------- |
| 25.07 | 11:40 | China         | -       | Estados Unidos | 9-12      |
| 25.07 | 15:30 | Canadá        | -       | Alemania       | 13-7      |
| 25.07 | 16:50 | Nueva Zelanda | -       | Países Bajos   | 7-9       |
| 25.07 | 21:00 | Italia        | -       | Grecia         | 9-10      |

- (¹) –  Hora local de Italia (UTC+2)

### Cuartos de final
| Fecha | Hora¹ | Partido   | Partido | Partido        | Resultado |
| ----- | ----- | --------- | ------- | -------------- | --------- |
| 27.07 | 14:00 | Hungría   | -       | Canadá         | 7-9       |
| 27.07 | 15:20 | Rusia     | -       | Países Bajos   | 9-7       |
| 27.07 | 16:40 | Australia | -       | Grecia         | 3-4       |
| 27.07 | 21:00 | España    | -       | Estados Unidos | 6-9       |

- (¹) –  Hora local de Italia (UTC+2)

### Semifinales
| Fecha | Hora¹ | Partido | Partido | Partido        | Resultado |
| ----- | ----- | ------- | ------- | -------------- | --------- |
| 29.07 | 16:50 | Canadá  | -       | Rusia          | 8-7       |
| 29.07 | 21:00 | Grecia  | -       | Estados Unidos | 7-8       |

- (¹) –  Hora local de Italia (UTC+2)

### Tercer lugar
| Fecha | Hora¹ | Partido | Partido | Partido | Resultado |
| ----- | ----- | ------- | ------- | ------- | --------- |
| 31.07 | 16:00 | Rusia   | -       | Grecia  | 10-9      |

### Final
| Fecha | Hora¹ | Partido | Partido | Partido        | Resultado |
| ----- | ----- | ------- | ------- | -------------- | --------- |
| 31.07 | 21:00 | Canadá  | -       | Estados Unidos | 6-7       |

- (¹) –  Hora local de Italia (UTC+2)

## Medallero
|                |        |       |
| Estados Unidos | Canadá | Rusia |

## Estadísticas

### Clasificación general
| 1. Estados Unidos |
| 2. Canadá         |
| 3. Rusia          |
| 4. Grecia         |
| 5. Países Bajos   |
| 6. Australia      |
| 7. Hungría        |
| 8. España         |
| 9. Italia         |
| 10. Alemania      |
| 11. China         |
| 12. Nueva Zelanda |
| 13. Brasil        |
| 14. Kazajistán    |
| 15. Uzbekistán    |
| 16. Sudáfrica     |